# Sävsjön, Hälsingland
Sävsjön är en sjö i Nordanstigs kommun i Hälsingland och ingår i Harmångersån-Delångersåns kustområde. Sjön har en area på 0,296 kvadratkilometer och ligger 79 meter över havet.

## Delavrinningsområde
Sävsjön ingår i det delavrinningsområde (686248-156530) som SMHI kallar för Utloppet av Kyrksjön. Medelhöjden är 106 meter över havet och ytan är 6,5 kvadratkilometer. Räknas de 6 avrinningsområdena uppströms in blir den ackumulerade arean 25,14 kvadratkilometer. Avrinningsområdets utflöde Sunnån (Viaån) mynnar i havet. Avrinningsområdet består mestadels av skog (44 procent), öppen mark (10 procent) och jordbruk (24 procent). Avrinningsområdet har 0,36 kvadratkilometer vattenytor vilket ger det en sjöprocent på 5,6 procent. Bebyggelsen i området täcker en yta av 0,18 kvadratkilometer eller 3 procent av avrinningsområdet.